# SS-Sturmbrigade Dirlewanger
Las SS-Sturmbrigade Dirlewanger, posteriormente denominada como 36. Waffen-Grenadier-SS Division, fue una unidad SS-Strafbataillon («batallón de castigo») creada por el Untersturmführer-SS Oskar Dirlewanger bajo la anuencia de Himmler, conocida por sus actos atroces en Polonia y Bielorrusia operando en funciones similares como un comando especial (Sonderkommando Einsatzgruppen) durante la Segunda Guerra Mundial.

## Historia

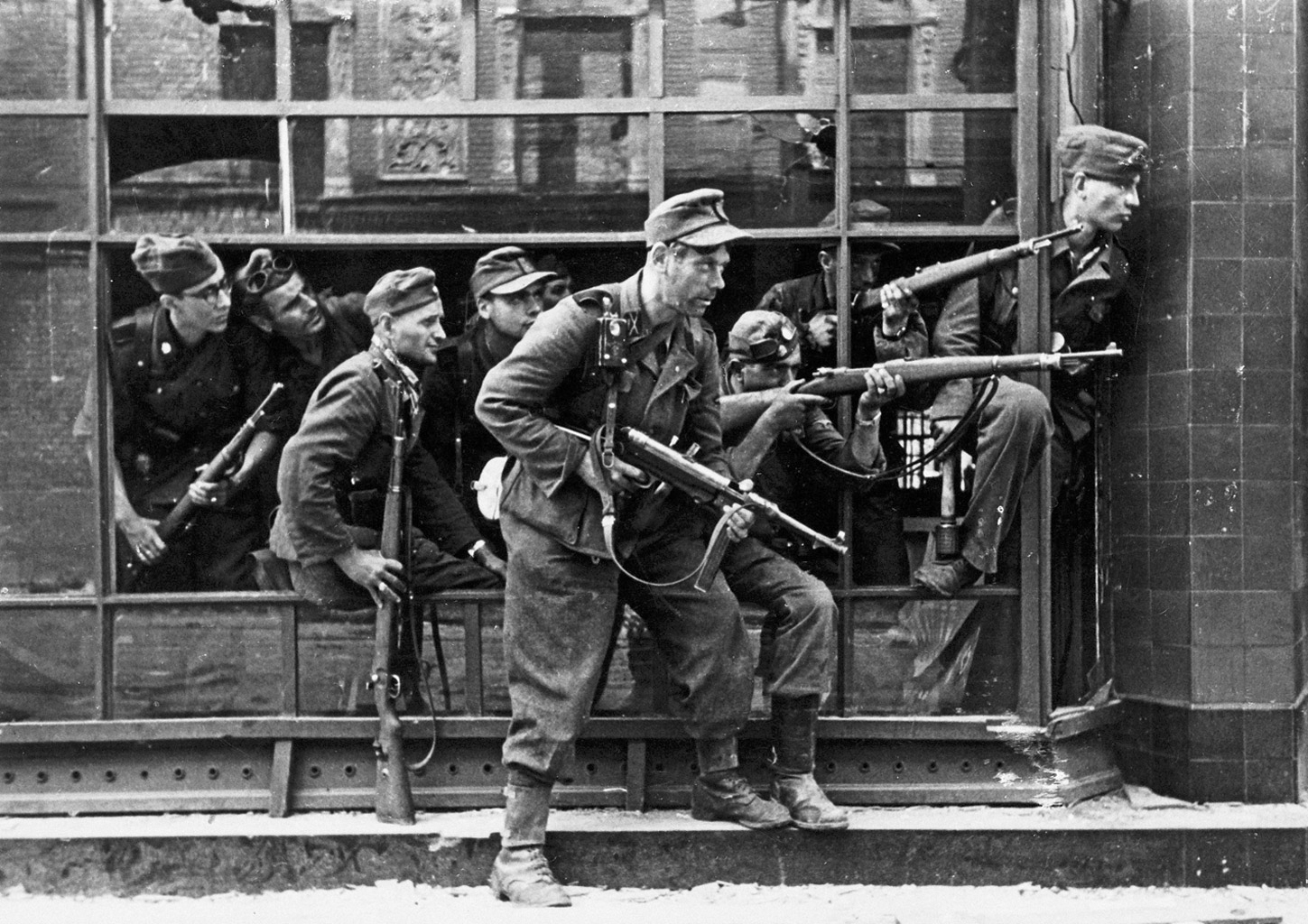
Miembros de la Brigada Dirlewanger en Polonia, 1944.

En junio de 1940 Himmler autorizó la creación del Untersturmführer-SS Oskar Dirlewanger con el objetivo de formar una unidad penal compuesta por 300 hombres  denominada Wilddiebkommando Oranienburg (Cazadores furtivos de Oranienburg) integrada inicialmente por soldados de las Waffen-SS penados por indisciplina (en su mayoría cazadores furtivos o francotiradores) y que operaron en Polonia ganándose una cruenta reputación por sus métodos empleados contra la población judía. La unidad comenzó con 84 convictos militares especializados en "cacería humana".
En 1942, Hitler modificó el concepto de los Batallones de castigo o Strafbataillon para recibir en sus filas a criminales de delitos graves tales como pederastas, violadores, asesinos con alevosía, pirómanos etc., muchos de ellos con perfiles de sadismo. A estos criminales se les ofrecía la opción de servir en el ejército a cambio de conmutar la pena que pesaba sobre ellos.
En caso de cumplir con su cometido, su historial delictivo sería borrado y serían reintegrados, bien en el ejército o en la sociedad alemana. La intención oculta de Himmler era utilizarlos contra los partisanos, lograr el objetivo y deshacerse luego de estos «indeseables» tal como sucedió al ser colocados en primera línea de combate
Con esta disposición, la unidad llegó a tener 700 miembros. En agosto de 1942 fueron promocionados al estándar de regimiento y quedaron bajo la administración de las SS-Totenkopfverbände y en 1944 pasaron a formar parte de la División Dirlewanger bajo la dirección del general Odilo Globocnik, el cual permitió a estos soldados ejecutar sin miramientos a la población judía y partisana en la frontera polaco-bielorrusa con el objetivo de diezmar a la población para establecer el espacio vital de la Alemania Nazi.
Además del control de la policía militar (Feldgendarmerie-SS), Dirlewanger se encargaba personalmente de mantener disciplinados a sus hombres puesto que cualquier falta por menor que fuere, eran castigados de manera física e incluso hasta a la muerte.

### Operaciones y hechos
En agosto de 1940, la brigada Dirlewanger empezó una campaña de limpieza étnica en Lublin. Los principales damnificados fueron la población judía lo que motivó el éxodo masivo de miles de judíos polacos hacía la frontera con Bielorrusia (entonces parte de la Unión Soviética), internándose en los bosques donde surgiría la figura líder de Tuvia Bielski. Mientras duraba la campaña, la unidad nazi usaba máscaras antigás. Hans Frank calificó los sucesos de "plaga bíblica" y la unidad fue trasladada a Logoisk, Bielorrusia.

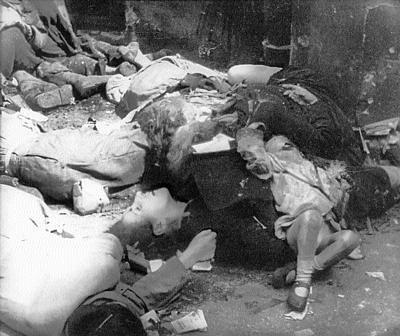
Víctimas civiles de la Masacre de Wola por parte de las SS.

Posteriormente se unirían a la Brigada Kaminski, los cuales operaban en la frontera e interior de Bielorrusia con el pretexto de combatir a los partisanos. Uno de los métodos preferidos era el de encerrar a hombres y mujeres civiles en un edificio e incendiar este con ellos dentro, mientras que los que trataban de escapar eran acribillados, de este modo llegaron a ejecutar a 30 000 polacos en pocos días.
En mayo de 1943 dio comienzo la Operación Cottbus en colaboración con la guardia fronteriza ucraniana cuyo objetivo era eliminar a los partisanos de las zonas de Bielorrusia, Lepel, Begolm y las repúblicas bálticas. Los Dirlewanger arrasaron bosques y aldeas a la par que masacraron a 9500 polacos, aunque otras fuentes hablan de 20 000 fallecidos. El General SS Friedrich Wilhelm Krüger redirigió la unidad al combate contra los soviéticos como un modo de deshacerse de Dirlewanger y sus hombres. Ante el avance del ejército rojo, las SS-Totenkopfverbande junto al regimiento Dirlewanger fueron trasladados a combatir en primera línea deliberadamente a causa del escaso entrenamiento en combates siendo así diezmados y reemplazados por varios convictos de cárceles alemanas, todos ellos criminales y psicópatas
Durante la sublevación del Gueto de Varsovia, la unidad de Heinz Reinefarth y la Brigada Kaminski comandada por Bronislav Kaminski llevaron a cabo varias matanzas, entre las que se incluyen el distrito de Wola y Ochota. Entre las víctimas de las masacres se encontraban niños, ancianos y civiles hospitalizados. Tales atrocidades alcanzaron tal magnitud que el General de las SS Erich von dem Bach-Zelewski les calificó de "piara de cerdos" y añadió que "con sus actos fortalecían a la resistencia".
500 miembros de la Brigada Dirlewanger fueron abatidos por la resistencia, por lo que Himmler tuvo que reclutar a otros grupo de convictos, esta vez 1900 para suplir las bajas e incrementar el cupo
El General Heinz Guderian protestó ante Hitler:

Lo que vi... fue tan terrible que me sentí obligado a informar a Hitler aquella misma noche para exigirle la retirada de las dos brigadas [Dirlewanger y Kaminski] del frente del este.
 Memorias de Guderian

 Incluso el SS-Gruppenführer Hermann Fegelein, principal representante de Himmler ante Hitler confirmó su declaración, diciendo: 

Es verdad, mein Führer, esos hombres son unos auténticos sinvergüenzas.

Ante las protestas recibidas, el mismísimo Hitler ordenó a Himmler que retirase ambas unidades de Polonia, en cuanto a Kaminski fue ejecutado tras una farsa judicial y Dirlewanger fue condecorado con la Cruz de Caballero.
La unidad fue enviada a Checoslovaquia para sofocar un levantamiento rebelde con resultado óptimo para los nazis.
Tras dar por terminada la sublevación eslovaca, la unidad Dirlewanger fue ascendida a la categoría de la División SS bajo la denominación 36.ª Waffen Grenadier Division der SS, formada por entre 4000 y 6000 hombres, por su parte Dirlewanger ascendió a Obersturmführer. Estos soldados portaban armamento estándar de las Waffen-SS e incluso una sección blindada. El 40 % de estos efectivos eran soldados regulares, el resto eran polacos renegados, convictos criminales altamente peligrosos y soldados condenados.

### Final
En el transcurso de los últimos meses del régimen nazi, la 36.ª División fue enviada a defender el río Óder ante el avance soviético; durante los enfrentamientos, el comandante Dirlewanger fue herido de gravedad y retirado en abril, siendo reemplazado por el Brigadier SS Fritz Schmedes, el cual se encontró con la división prácticamente inutilizada a causa de las deserciones. El resto de combatientes que quedaron murieron en la batalla de Halbe.
Oskar Dirlewanger fue capturado por los franceses en Alemania bajo un nombre falso y enviado a la prisión hospital de Altshausen donde fue reconocido por algunos soldados polacos al servicio de Francia, los cuales al parecer le lincharon.[cita requerida]